# یواس‌اس میل (۱۸۶۲)
یواس‌اس میل (۱۸۶۲) (به انگلیسی: USS Mail (1862)) یک کشتی بود که طول آن not known بود.